# André Pomarat
André Pomarat est un acteur et metteur en scène de théâtre français, né le 8 janvier 1930 à Thimonville (Moselle) et mort le 30 avril 2020 à Strasbourg (Bas-Rhin).
Élève de la première promotion de l'École supérieure d’art dramatique de Strasbourg, il intègre de 1957 à 1973 la troupe permanente de la Comédie de l'Est, devenue Théâtre national de Strasbourg. Il y joue dans une quarantaine de spectacles, travaillant notamment sous la direction d'Hubert Gignoux, Pierre Lefèvre ou encore Julie Brochen. Il fonde en 1974 le TJP Centre dramatique national de Strasbourg, qu'il dirige jusqu'en 1997, et crée en 1976 le festival des Giboulées de la Marionnette.

## Biographie

### Débuts au théâtre
André Pomarat naît en 1930 dans le département de la Moselle, à Thimonville, commune d'environ 200 habitants à l'époque et se situant à une vingtaine de kilomètres au sud-est de Metz. De 1942 à 1947, du fait de la Seconde Guerre mondiale, sa famille se réfugie dans le Midi de la France. De retour à Metz, il prend part à des troupes de théâtre amateur, telles que l'Équipe Joie et La Pléiade. Il fréquente les conservatoires d'art dramatique de Nancy et de Metz. En 1954, alors âgé de 24 ans, il intègre sur concours la toute première promotion de l'École supérieure d’art dramatique de Strasbourg créée par Michel Saint-Denis. La rentrée, qui devait avoir lieu en septembre 1953, est retardée au 4 janvier 1954 et est délocalisée à Colmar, les bâtiments devant accueillir l'école à Strasbourg n'étant pas encore terminés. Il intègre une promotion (groupe 01) qui comprend quatre femmes et six hommes dans la section jeu.

### La Comédie de l'Est d'Hubert Gignoux (1957-1973)
En 1957, après trois années d'études et sorti premier de sa promotion, le directeur du Centre Dramatique de l'Est Hubert Gignoux l'engage au sein de sa troupe permanente. Il y joue dans plus d'une trentaine de pièces. Durant cette période, il assure également la mise en scène de trois spectacles (Georges Dandin ou le Mari confondu de Molière, Poil de carotte de Jules Renard et 29 degrés à l’ombre d’Eugène Labiche) et exerce la fonction de professeur au sein de l'école d'art dramatique où il enseigne pendant 12 ans, de 1961 à 1973, et forme ainsi près de 150 élèves.

### Directeur du TJP (1974-1997)
André Pomarat crée en 1974 la Maison des Arts et Loisirs (MAL) avec le soutien du maire de Strasbourg Pierre Pflimlin et de son adjoint à la culture Germain Muller. La municipalité met à sa disposition l'ancienne église réformée Saint-Martin, dans le quartier de la Petite France, qui appartenait à la paroisse du Bouclier et dont elle est propriétaire depuis 1973. André Pomarat y programme des formes artistiques à la lisière du théâtre : conteurs, nouveau cirque, théâtre de rue. Il fonde en 1976 le festival Les Giboulées de la marionnette dont la première édition se déroule du 23 février au 25 mars 1977. En 1981, il met sur pied une troupe, la Compagnie du Théâtre du Jeune Public (TJP), la MAL se transformant de ce fait en MAL-TJP, Centre régional du Jeune Public.
En 1985, il crée avec François Lazaro le spectacle La Légende des siècles d'après l'œuvre de Victor Hugo, dans le cadre des célébrations du centenaire de la mort de l'écrivain. Sur la mise en scène de Lazaro, Pomarat adapte et découpe les poèmes d'Hugo qu'il interprète dans un seul-en-scène pendant près de deux heures. Le spectacle remporte trois prix au Festival Off d'Avignon. André Pomarat met lui-même en scène quelques spectacles au TJP : Un pantalon pour mon ânon (1977), un spectacle de théâtre d'ombres à destination du jeune public ; Lorette (1983), un spectacle musical imaginé et chanté par Chantal Richard ; L'Île des esclaves de Marivaux (1984) ; un café littéraire autour de l'œuvre de Lorca (1993) ; Couleurs (1996) à destination des enfants à partir de 5 ans.  La mise en scène ne fait pas partie de sa vocation première : « Et alors, je crois que je fuyais devant les mises en scène. J'avais comme une appréhension, la peur de ne pas réussir, de ne rien apporter... Vous savez, je suis avant tout un comédien. J'aime me livrer, moi, entre les mains d'un metteur en scène ! ».
Après en avoir fait la demande au maire de Strasbourg en juin 1978, le Théâtre Jeune Public obtient le label de Centre Dramatique national pour l’Enfance et la Jeunesse (CDNEJ) par notification du Ministre de la Culture Jack Lang en date du 12 novembre 1990. André Pomarat est remplacé par Grégoire Callies à la direction du TJP à compter du mois de janvier 1997 et redevient comédien.

### Expériences au cinéma et à la télévision (1975-1997)
À la suite de premières apparitions en 1975 dans la série télévisée allemande Tatort et dans le feuilleton en 24 épisodes Le Pèlerinage sur Antenne 2, André Pomarat est régulièrement à l'affiche de téléfilms de Paul Planchon (Les samedis de l'histoire : Henri IV ; Portrait d'un inconnu ; Le 28 mars, 20 heures... ; Maître Daniel Rock ; Carmilla: Le cœur pétrifié), frère du comédien et metteur en scène Roger Planchon. En 1984, il figure au générique du téléfilm policier Le crime de la Maison Grün, produit par FR3 Strasbourg.
Il obtient son premier rôle au cinéma en 1990 dans Mado, poste restante, film du réalisateur russe Alexandre Adabachyan qui fut sélectionné pour concourir au César du meilleur premier film, et dans lequel il incarne le personnage du libraire Perduvent. Pour sa deuxième et dernière expérience cinématographique, il fait partie du casting de L'Inconnu de Strasbourg de la réalisatrice chilienne Valeria Sarmiento, sorti en 1998 : il y interprète le rôle du majordome de Vogel, joué par Charles Berling.

### Dernières expériences théâtrales (1998-2015)
Julie Brochen, directrice du Théâtre national de Strasbourg de 2008 à 2014, lui confie plusieurs rôles dans ses mises en scène : La Cerisaie, Dom Juan, Liquidation, Pulcinella.

### Vie privée
André Pomarat épouse Jacqueline Worms (1926-2012) avec qui il a trois enfants, Sophie, née en 1957, Simon, en 1959, et Virginie en 1961.

## Théâtre

### Comme comédien
- 1956 : Le Disciple du diable de George Bernard Shaw, mise en scène Pierre Lefèvre, Comédie de l'Est : l'oncle Titus Dudgeon
- 1956 : Le Menteur de Pierre Corneille, mise en scène Daniel Leveugle, Comédie de l'Est : Lycas, valet d'Alcippe
- 1957 : La Nuit des rois de William Shakespeare, mise en scène John Blatchley, Comédie de l'Est : Fabien, serviteur d'Olivia
- 1957 : Hamlet de William Shakespeare, mise en scène Hubert Gignoux, Comédie de l'Est : 1er fossoyeur
- 1957 : Neuf images de Molière d'après Molière, mise en scène Pierre Lefèvre, Comédie de l'Est : le docteur
- 1958 : Notre petite ville de Thornton Wilder, mise en scène de Pierre Lefèvre, Comédie de l'Est : M. Webb
- 1958 : Romulus le Grand de Friedrich Dürrenmatt, mise en scène de Hubert Gignoux, Comédie de l'Est : Pyrame, valet de chambre de l'Empereur
- 1958 : Le Mariage de Figaro de Beaumarchais, mise en scène de Daniel Leveugle, Comédie de l'Est : Double-main
- 1958 : Les Aventures d'Ulenspiegel d'après Charles De Coster, mise en scène de René Jauneau : Till Ulenspiegel
- 1959 : La Marieuse de Thornton Wilder, mise en scène de Pierre Lefèvre, Comédie de l'Est : Malachi Stack
- 1959 : L'Amour médecin de Molière, mise en scène de René Jauneau, Comédie de l'Est : M. Bahys, médecin
- 1959 : La Cruche cassée de Heinrich von Kleist, mise en scène de Claude Petitpierre, Comédie de l'Est : Adam, juge de paix
- 1960 : La Visite de la vieille dame de Friedrich Dürrenmatt, mise en scène de Hubert Gignoux, Comédie de l'Est : le proviseur
- 1960 : La Mégère apprivoisée de William Skakespeare, mise en scène de René Jauneau, Comédie de l'Est : Grumio
- 1960 : Le Canard sauvage de Henrik Ibsen, mise en scène de Pierre Lefèvre, Comédie de l'Est : le vieil Ekdal
- 1961 : Mille francs de récompense de Victor Hugo, mise en scène de Hubert Gignoux, Comédie de l'Est : Glapieu
- 1962 : La Bonne Âme du Se-Tchouan de Bertolt Brecht, mise en scène de Pierre Lefèvre, Comédie de l'Est : Wang
- 1962 : Le Testament du père Leleu de Roger Martin du Gard, mise en scène de Raymonde Lecomte, Comédie de l'Est : le Père Leleu, le Père Alexandre
- 1963 : L'Avare de Molière, mise en scène de René Jauneau, Comédie de l'Est : Harpagon
- 1963 : Les Chemins de fer d'Eugène Labiche, mise en scène de Hubert Gignoux : Tapiou, factotum
- 1964 : Le Singe velu d'Eugène O'Neill, mise en scène de Hubert Gignoux, Comédie de l'Est : Paddy
- 1965 : Le Faiseur de Honoré de Balzac, mise en scène de René Jauneau, Comédie de l'Est : Auguste Mercadet, spéculateur
- 1965 : Le Soulier de satin de Paul Claudel, mise en scène de Hubert Gignoux, Comédie de l'Est : le Chinois
- 1966 : Comment naît un scénario de cinéma d'après Cesare Zavattini, mise en scène de Hubert Gignoux, Comédie de l'Est : Antonio, scénariste
- 1966 : Intermezzo de Jean Giraudoux, mise en scène de Daniel Leveugle, Comédie de l'Est : le droguiste
- 1966 : Joël Brand, histoire d'une affaire de Heinar Kipphardt, mise en scène de Hubert Gignoux, Comédie de l'Est : Joël Brand
- 1968 : Les Femmes savantes de Molière, mise en scène d'André Steiger, Comédie de l'Est : Trissotin
- 1968 : Nekrassov de Jean-Paul Sartre, mise en scène de Hubert Gignoux, Théâtre national de Strasbourg : Jules Palotin
- 1968 : Une très bonne soirée de Hubert Gignoux, mise en scène d'André Steiger Comédie de l'Est : Glapieu, Napoléon, Nam-Trieu, Gordefeu
- 1969 : Les Anabaptistes de Friedrich Dürrenmatt, mise en scène d'André Steiger, Comédie de l'Est : Franz De Waldeck, prince-évêque de Minden, Osnabnick et Munster
- 1970 : Toussaint Turelure d'après Paul Claudel, mise en scène de Hubert Gignoux, Théâtre national de Strasbourg : le Pape Pie
- 1970 : La Folle journée d'Émile Mazaud, mise en scène de Pierre Lefèvre, Théâtre national de Strasbourg : Truchard
- 1971 : Le Balcon de Jean Genet, mise en scène de Jean-Pierre Vincent, Théâtre national de Strasbourg : la figure du juge
- 1971 : La Cagnotte d'après Eugène Labiche, mise en scène d'André Steiger, Théâtre national de Strasbourg : Cordenbois
- 1973 : Le Roi sauvage de Serge Behar, mise en scène de André-Louis Perinetti, Théâtre national de Strasbourg : Albert
- 1985 : La Légende des siècles d'après Victor Hugo, mise en scène de François Lazaro, MAL-TJP
- 1989 : Le Livre de Christophe Colomb de Paul Claudel, mise en scène de Pierre Barrat, Atelier lyrique du Rhin.
- 1990 : Le Faiseur de Honoré de Balzac, mise en scène de René Jauneau, Association Culturelle Théâtrale : Auguste Mercadet, spéculateur
- 1999 : Solness le constructeur d'Henrik Ibsen, mise en scène d'Olivier Chapelet, Compagnie OC & CO : Halvard Solness[8]
- 2001 : Harlequin, serviteur de deux maîtres d'après Carlo Goldoni, mise en scène de Gino Zampieri, Théâtre populaire romand : Docteur
- 2004 : La mienne s’appelait Régine de Pierre Rey, mise en scène de Gino Zampieri, Théâtre populaire romand : Papa
- 2005 : Une vie de théâtre de David Mamet, mise en scène de Christophe Feltz et André Pomarat, Compagnie Théâtre Lumière : Robert
- 2010 : La Cerisaie d'Anton Tchekhov, mise en scène de Julie Brochen, Théâtre national de Strasbourg et Odéon-Théâtre de l'Europe : Firs
- 2011 : Dom Juan de Molière, mise en scène de Julie Brochen, Théâtre national de Strasbourg : Dom Luis
- 2013 : Liquidation d'Imre Kertész, mise en scène de Julie Brochen, Théâtre national de Strasbourg : le directeur de la maison d’édition, le clochard, le médecin légiste
- 2014 : Pulcinella d'Igor Stravinsky, mise en scène de Julie Brochen, Théâtre national de Strasbourg : Pappus, le vieux
- 2015 : Les Trois Sœurs d'Anton Tchekhov, mise en scène de Jean-Yves Ruf, Chat Borgne Théâtre / Théâtre Gérard-Philipe (Saint-Denis) de Saint-Denis / Le Maillon. Théâtre de Strasbourg : Féraponte

### Comme auteur
- 1985 : La Légende des siècles d'après Victor Hugo, mise en scène de François Lazaro, adaptation et découpage des poèmes de Victor Hugo par André Pomarat[9].

### Comme metteur en scène
- 1962 : Georges Dandin ou le Mari confondu de Molière, mise en scène d'André Pomarat, Comédie de l'Est
- 1964 : Poil de carotte de Jules Renard, mise en scène d'André Pomarat, Comédie de l'Est
- 1970 : 29 degrés à l’ombre d’Eugène Labiche, mise en scène d'André Pomarat, Théâtre national de Strasbourg
- 1977 : Un pantalon pour mon ânon, mise en scène d'André Pomarat, Maison des Arts et Loisirs
- 1983 : Lorette, mise en scène d'André Pomarat, Maison des Arts et Loisirs[10]
- 1984 : L'Île des esclaves de Marivaux, mise en scène d'André Pomarat, M.A.L. - T.J.P.[11]
- 1992 : Café Lorca d'après Federico Garcia Lorca, mise en scène d'André Pomarat, Théâtre jeune public
- 1996 : Couleurs d'Arthur Clair, mise en scène d'André Pomarat, Théâtre jeune public
- 2005 : Une vie de théâtre de David Mamet, mise en scène de Christophe Feltz et André Pomarat, Compagnie Théâtre Lumière

## Filmographie

### Comme acteur

#### Cinéma
- 1990 : Mado, poste restante d'Aleksandr Adabashyan : Perduvent
- 1998 : L'Inconnu de Strasbourg de Valeria Sarmiento : le majordome de Vogel

#### Télévision
- 1973 : Flaubertine téléfilm d'André Roux : Flaubert (voix)
- 1975 : Tatort (saison 6), série télévisée, épisode Tod eines Einbrechers
- 1975 : Le Pèlerinage, série télévisée : Boehm
- 1977 : Les samedis de l'histoire : Henri IV, téléfilm de Paul Planchon : Henri IV
- 1979 : Le Pape des escargots, mini-série : la Gazette
- 1981 : Portrait d'un inconnu, téléfilm de Paul Planchon : l'inspecteur Pelletier
- 1981 : Le 28 mars, 20 heures..., téléfilm de Paul Planchon : Dietrich
- 1981 : Maître Daniel Rock, téléfilm de Paul Planchon : le maire
- 1982 : La Rescousse, téléfilm de Jacques Krier : Rico
- 1983 : Les beaux quartiers, téléfilm de Jean Kerchbron
- 1984 : Le crime de la maison Grün de Renaud Saint-Pierre
- 1988 : Carmilla: Le coeur pétrifié, téléfilm de Paul Planchon : le général Straton
- 1996 : Les Alsaciens ou les Deux Mathilde, téléfilm de Michel Favart : le président du tribunal

## Distinctions
- Chevalier de la Légion d'honneur (promotion du 8 avril 1998)[12]
- Commandeur de l'ordre des Arts et des Lettres (promotion du 28 mai 1997)

Lors du conseil municipal du 6 avril 2009, sur proposition de Robert Grossmann, les élus de Strasbourg votent à l'unanimité pour donner à la salle du TJP Grande Scène le nom d'André Pomarat.

### Presse
- Publications dans Les Dernières Nouvelles d'Alsace  (ISSN 0150-391X)

1. ↑  « Le décès d'André Pomarat », Dernières Nouvelles d'Alsace, 30 avril 2020 (consulté le 6 mai 2020).
2. ↑  « André Pomarat, militant de la décentralisation culturelle, est décédé », Dernières Nouvelles d'Alsace, 1er mai 2020 (consulté le 6 mai 2020).